# Monte Gordo
Monte Gordo é uma vila portuguesa que é sede da Freguesia de Monte Gordo do Município de Vila Real de Santo António, freguesia com 4,12 km² de área e 3197 habitantes (censo de 2021), tendo, assim, uma densidade populacional de 776 hab./km². 
A Freguesia de Monte Gordo foi criada em 1984. Já a povoação de Monte Gordo foi elevada à categoria de vila em 12 de junho de 2001.

## Geografia
Apenas a 3 km de Vila Real de Santo António, esta antiga vila de pescadores, situada entre um vasto pinhal e o mar foi pioneira na exploração turística no Algarve, com a construção de um dos primeiros hotéis da região nos anos 60 (Hotel Vasco da Gama) e por conseguinte foi durante várias décadas um destino de eleição para a aristocracia portuguesa e famosos (e.g. Ingrid Bergman). Após a Revolução dos Cravos de 1974 tornou-se um destino favorito de veraneio para a classe média portuguesa.
Com uma extensa e bela praia, um clima ameno e várias zonas pedonais, em calçada portuguesa, Monte Gordo é um dos principais destinos turísticos do Algarve. O facto de estar localizado numa baía faz com que o mar seja relativamente calmo e uma das praias mais seguras para crianças no Algarve. A temperatura média do ar oscila entre um mínimo de 11°C em janeiro a um máximo 26°C em agosto, enquanto que a temperatura média do mar oscila entre um mínimo de 16°C em fevereiro a um máximo de 22°C entre julho e setembro, fazendo desta a praia marítima com o mar mais quente em Portugal continental.
Monte Gordo oferece também para além da praia outras actividades de lazer, como o casino, e um grande número de bares e de restaurantes onde poderá apreciar a gastronomia algarvia, rica em peixe e mariscos locais.
De destacar a procissão da Nossa Senhora das Dores no segundo domingo do mês de Setembro, acompanhada por barcos de pescadores, meticulosamente adornados, ao longo de toda a baía. Assim como o extravagante fogo de artifício no ano novo e o desfile de Carnaval.

## Demografia
A população registada nos censos foi:
| Ano  | 0-14 Anos | 15-24 Anos | 25-64 Anos | > 65 Anos |
| 2001 | 698       | 584        | 2121       | 549       |
| 2011 | 466       | 407        | 1822       | 613       |
| 2021 | 407       | 317        | 1655       | 818       |

Nota: a freguesia foi criada pela Lei nº 53/84  , de 31 de dezembro, com lugares desanexados da freguesia de Vila Real de Santo António.

## Património
- Igreja de Nossa Senhora das Dores – Templo antiquíssimo, possivelmente tão antigo quanto a povoação de Monte Gordo. Tem, sob si, vestígios de outra igreja que as areias soterraram.
- Praia de Monte Gordo – A beleza da sua praia, as águas seguras e inválidas atraíram os primeiros turistas estrangeiros na década de 1960, dando-lhe um lugar pioneiro no desenvolvimento do turismo algarvio. Hoje, Monte Gordo é um centro turístico internacional, com um casino entre os seus múltiplos equipamentos.
- Viveiro Florestal
- Casino de Monte Gordo – Veio substituir, em 1934, o primitivo Casino Peninsular que lhe ficava a curta distância. Foi posteriormente remodelado por diversas vezes.
- Avenida Infante D. Henrique (Passeio Pedonal) – Uma ampla avenida marginal vedada ao trânsito automóvel permite tranquilos passeios em frente ao mar.

## Imagens

Galeria de imagens de Monte Gordo
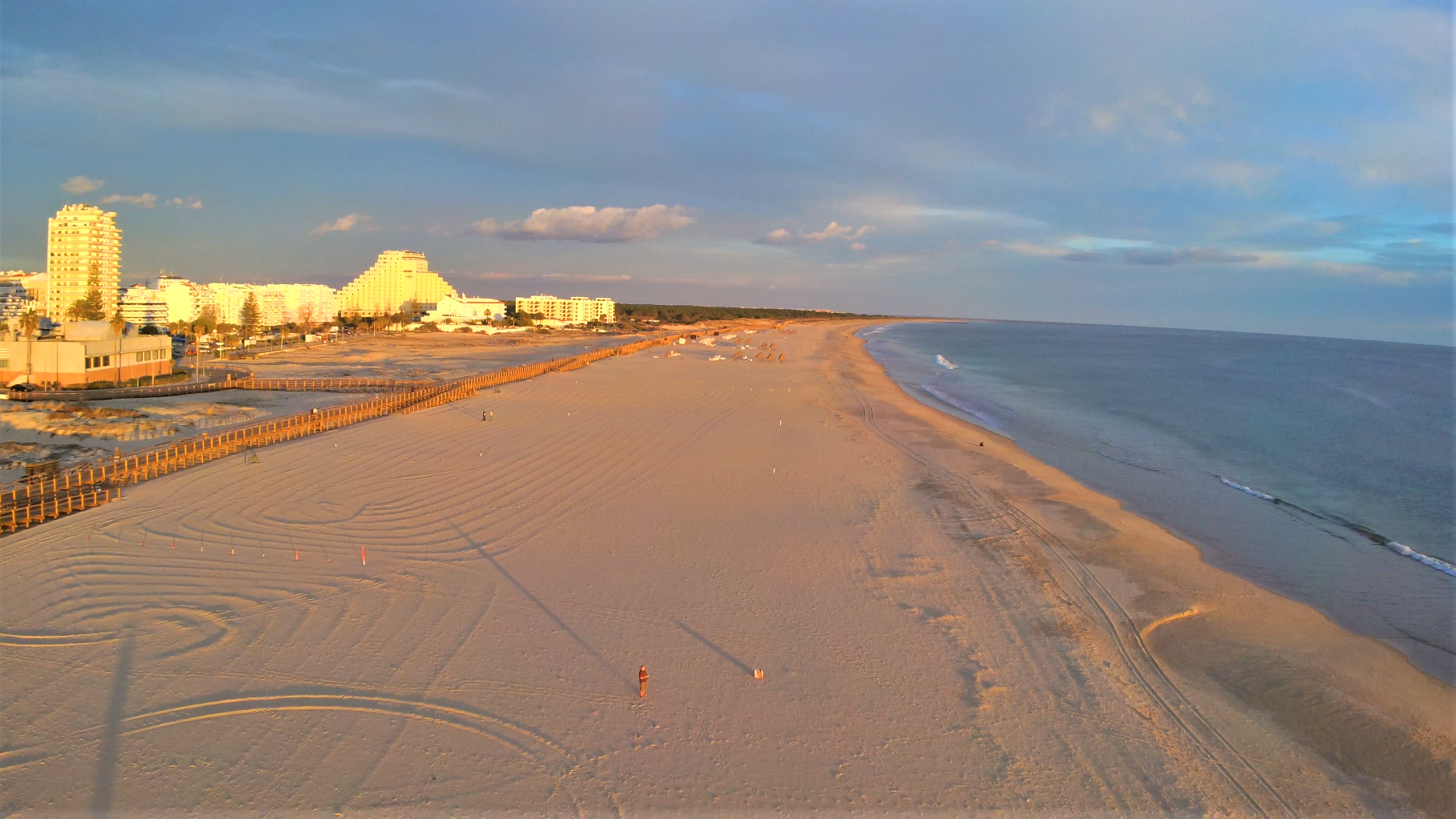
Monte Gordo, vista para este
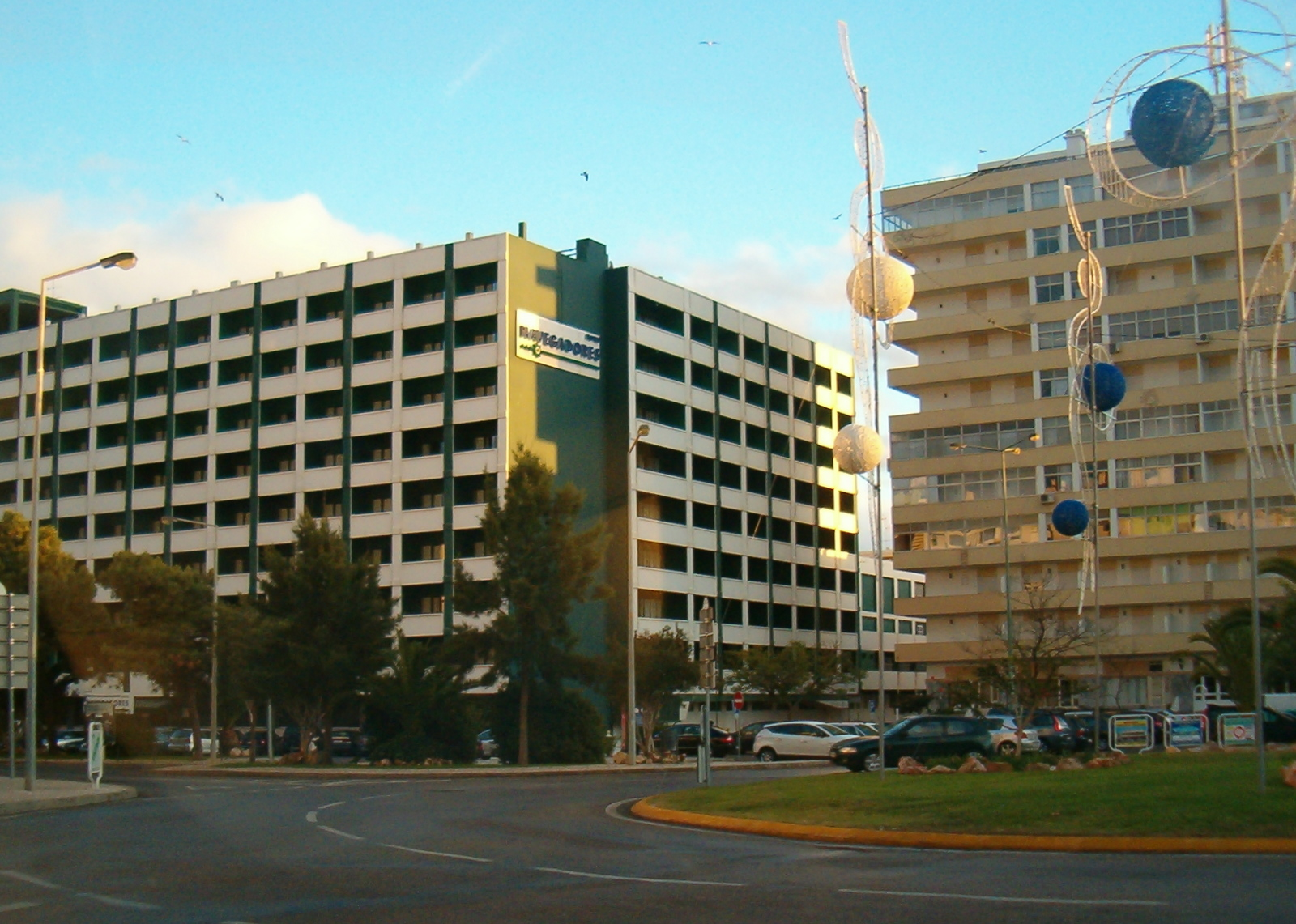
Monte Gordo
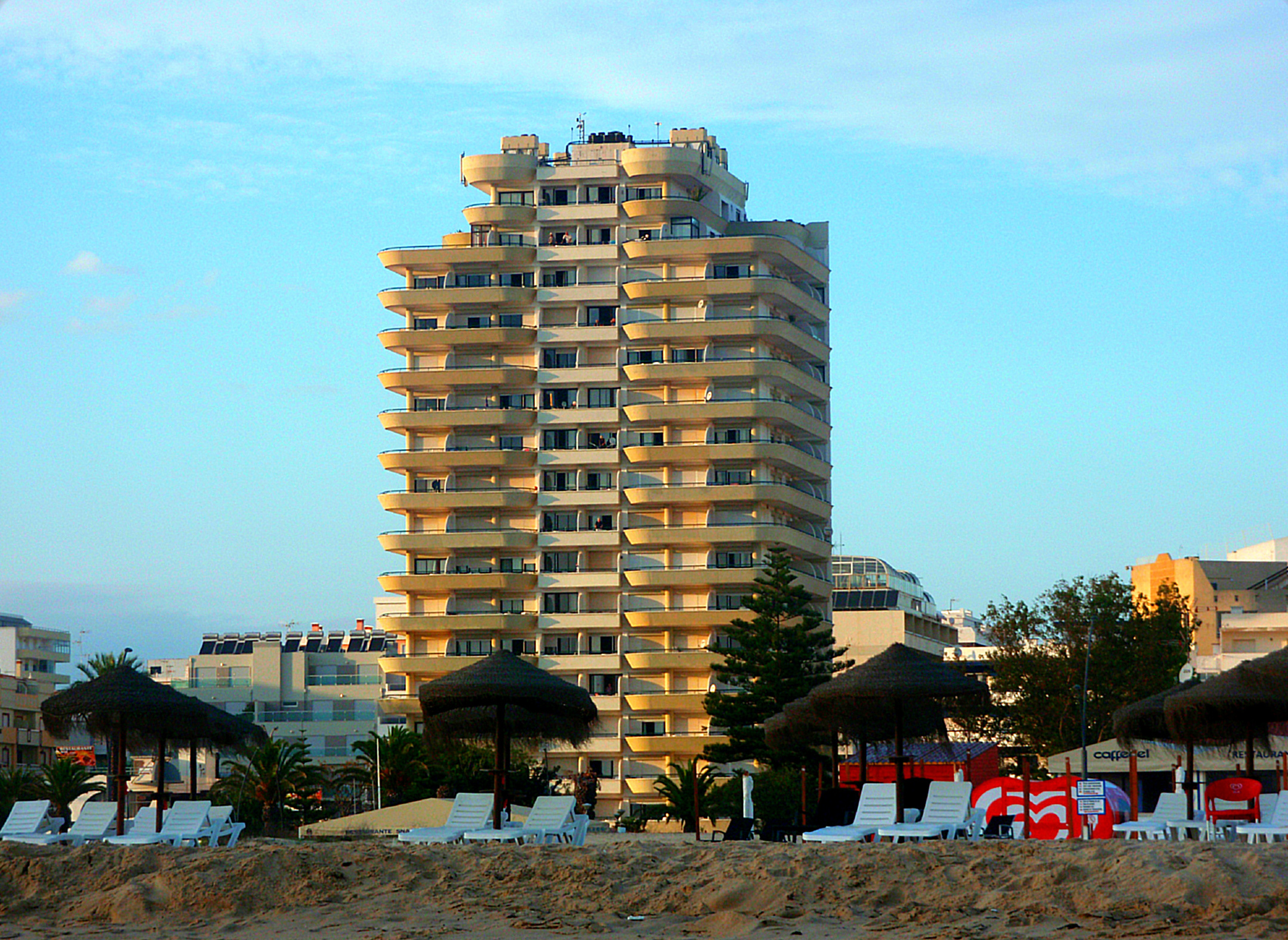
Monte Gordo
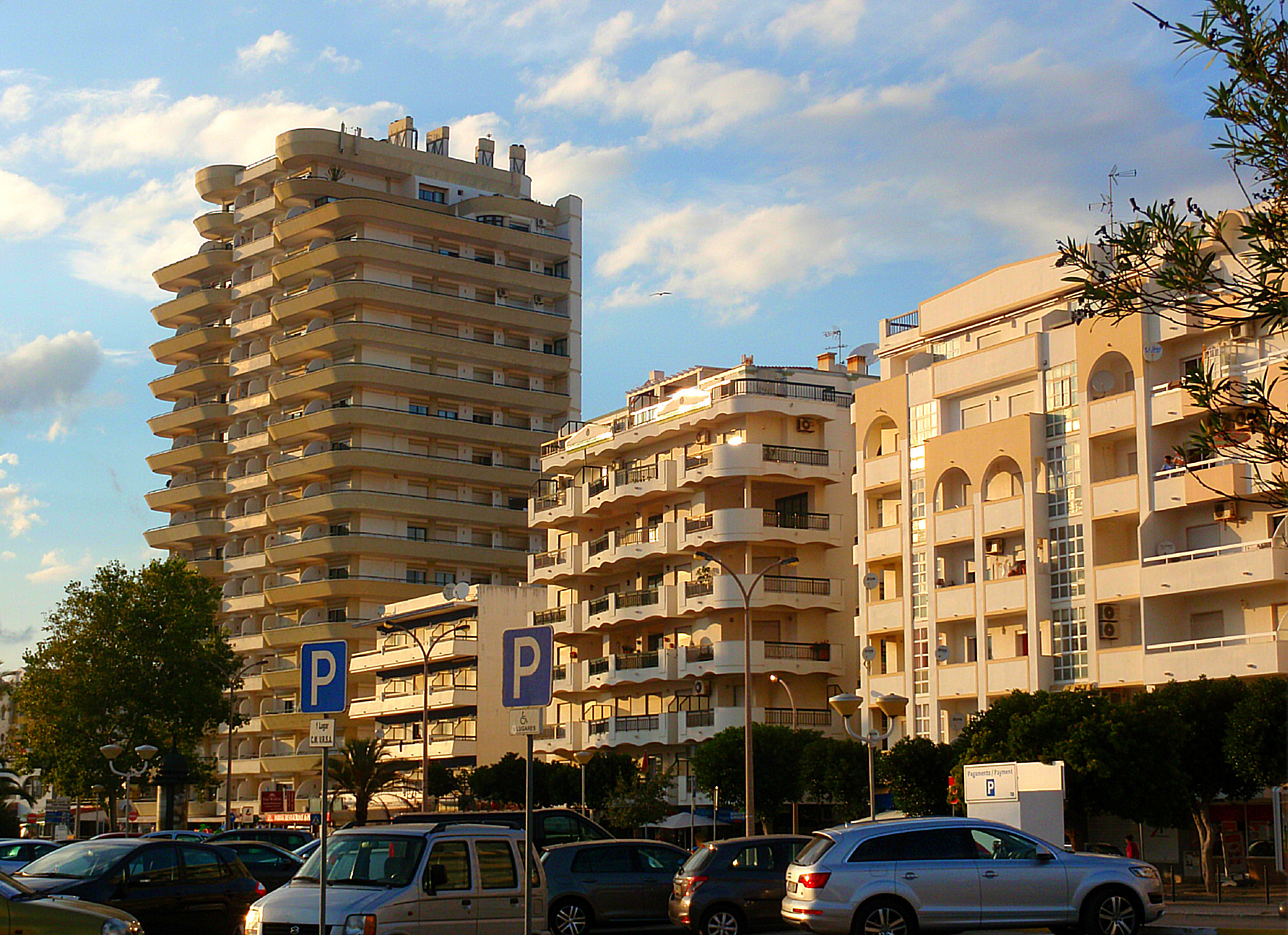
Monte Gordo - marginal da praia (Av. Infante D. Henrique)
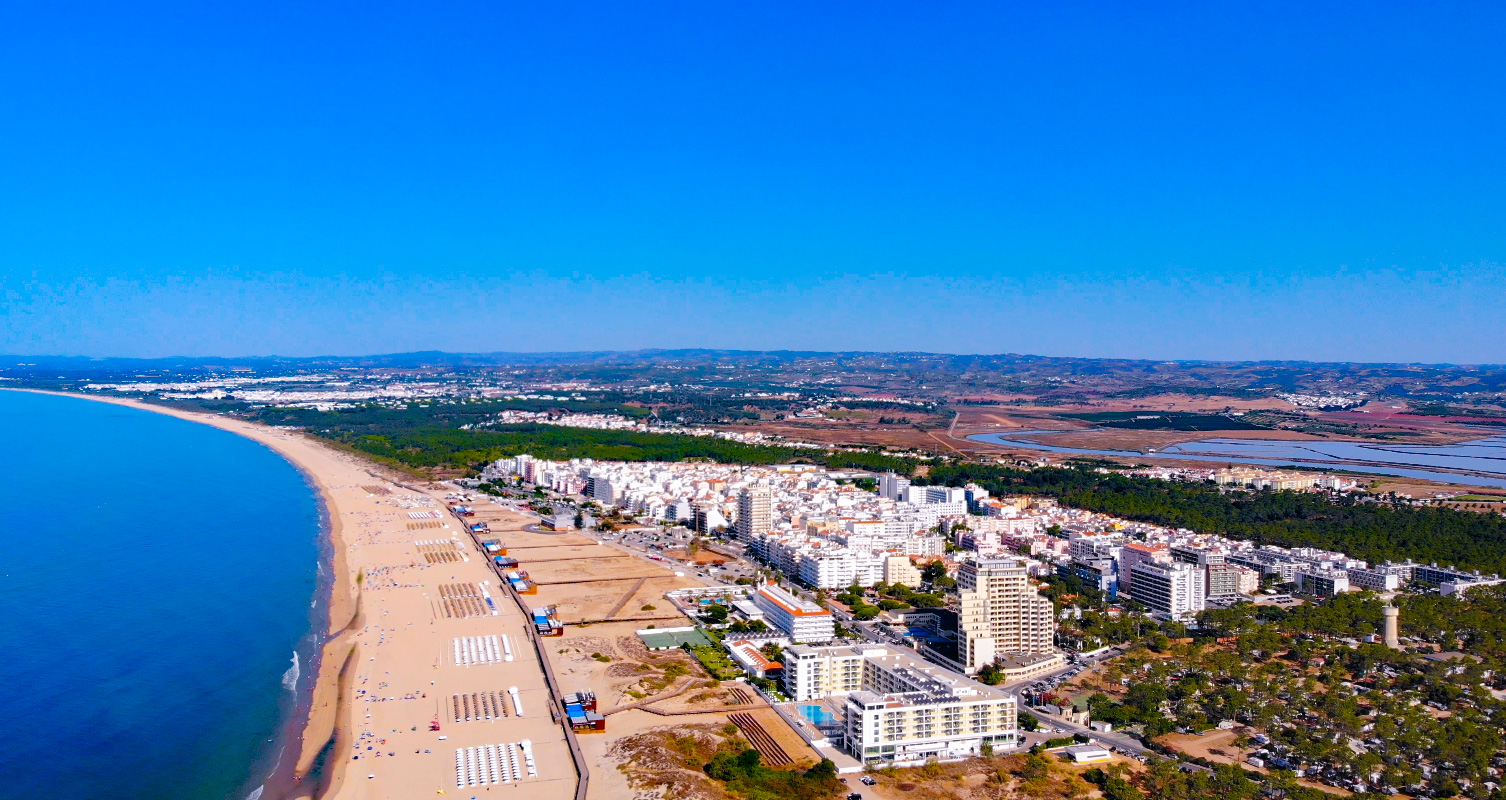
Monte Gordo (vista para oeste)
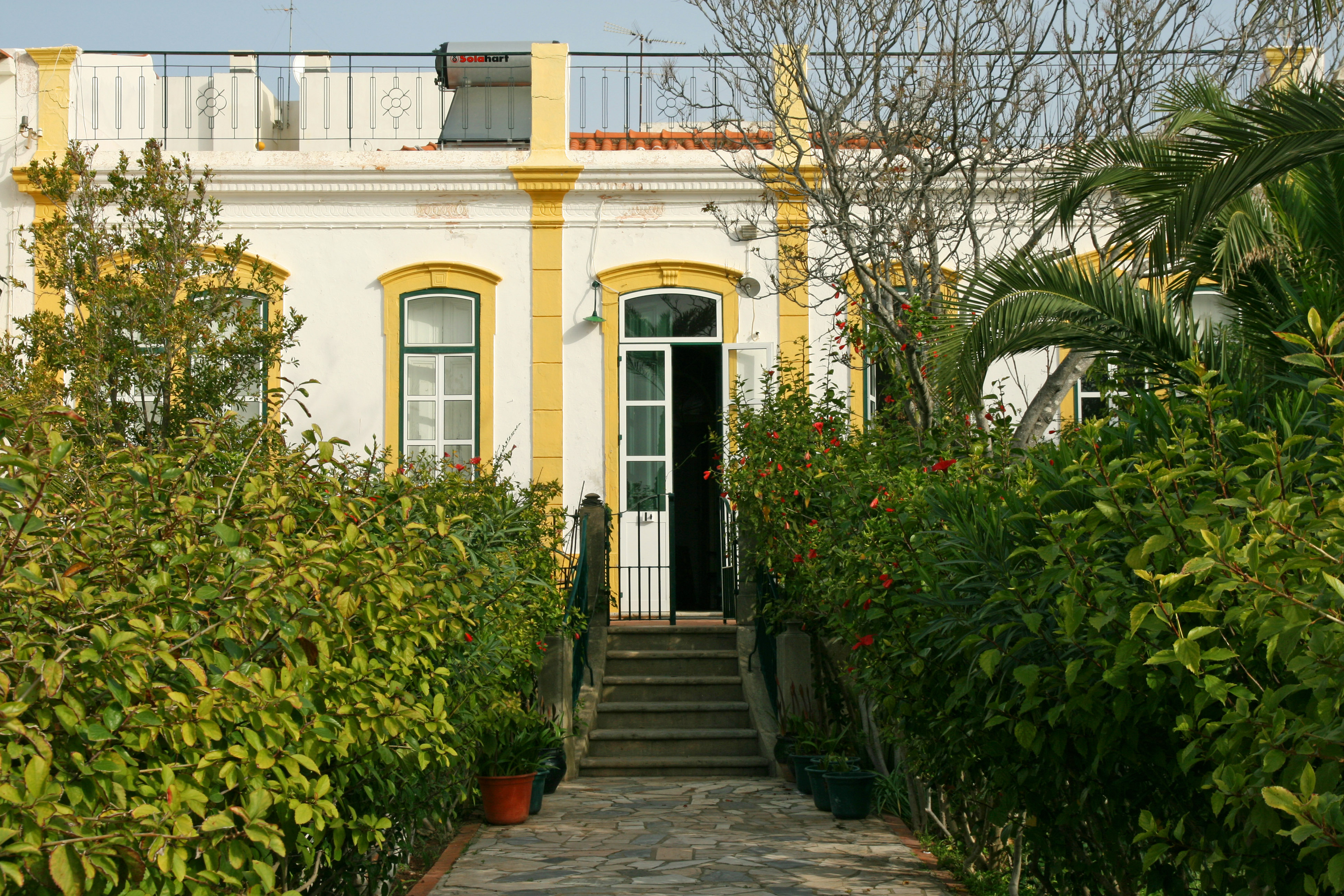
Casa típica de Monte Gordo
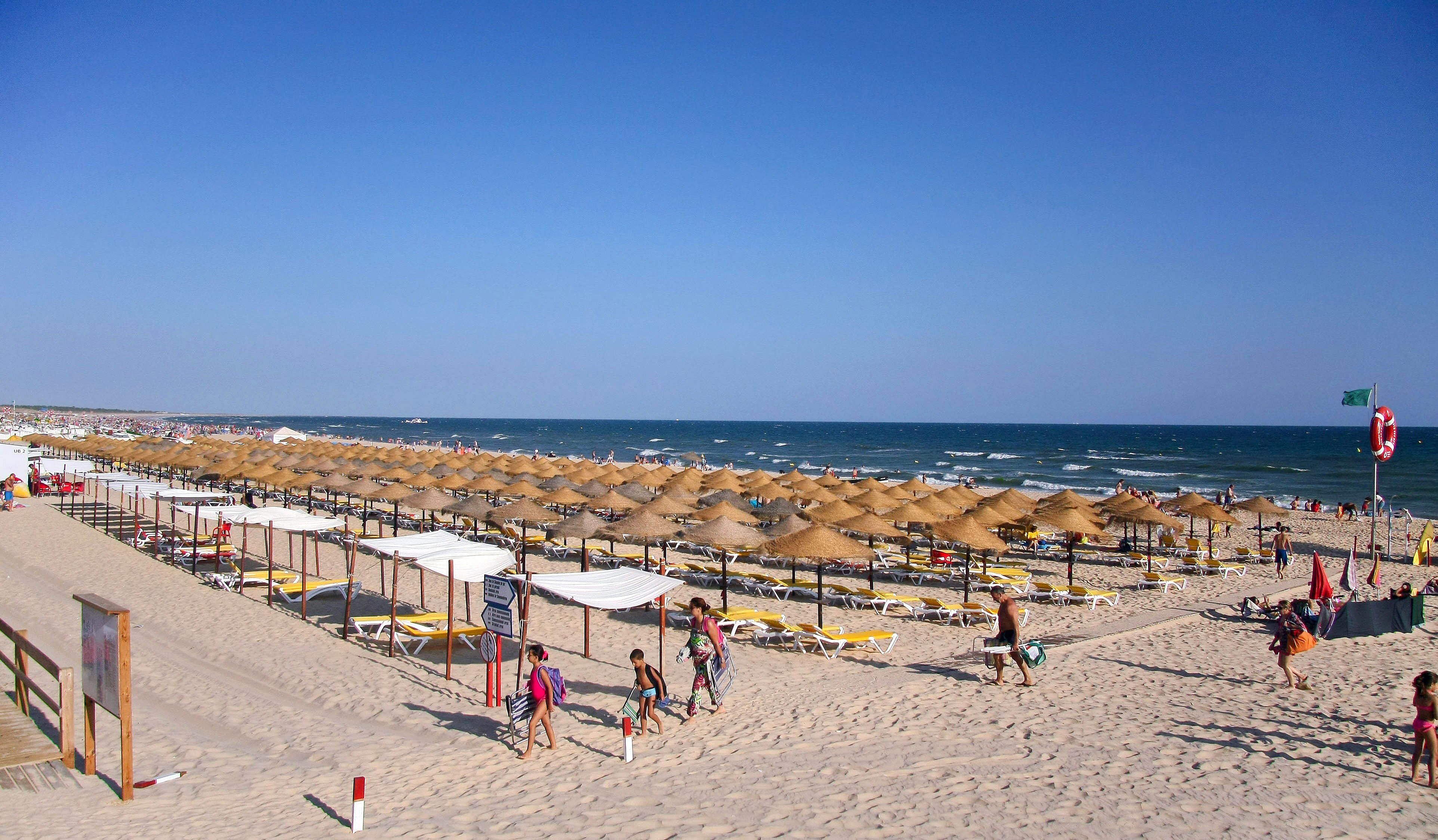
Praia de Monte Gordo
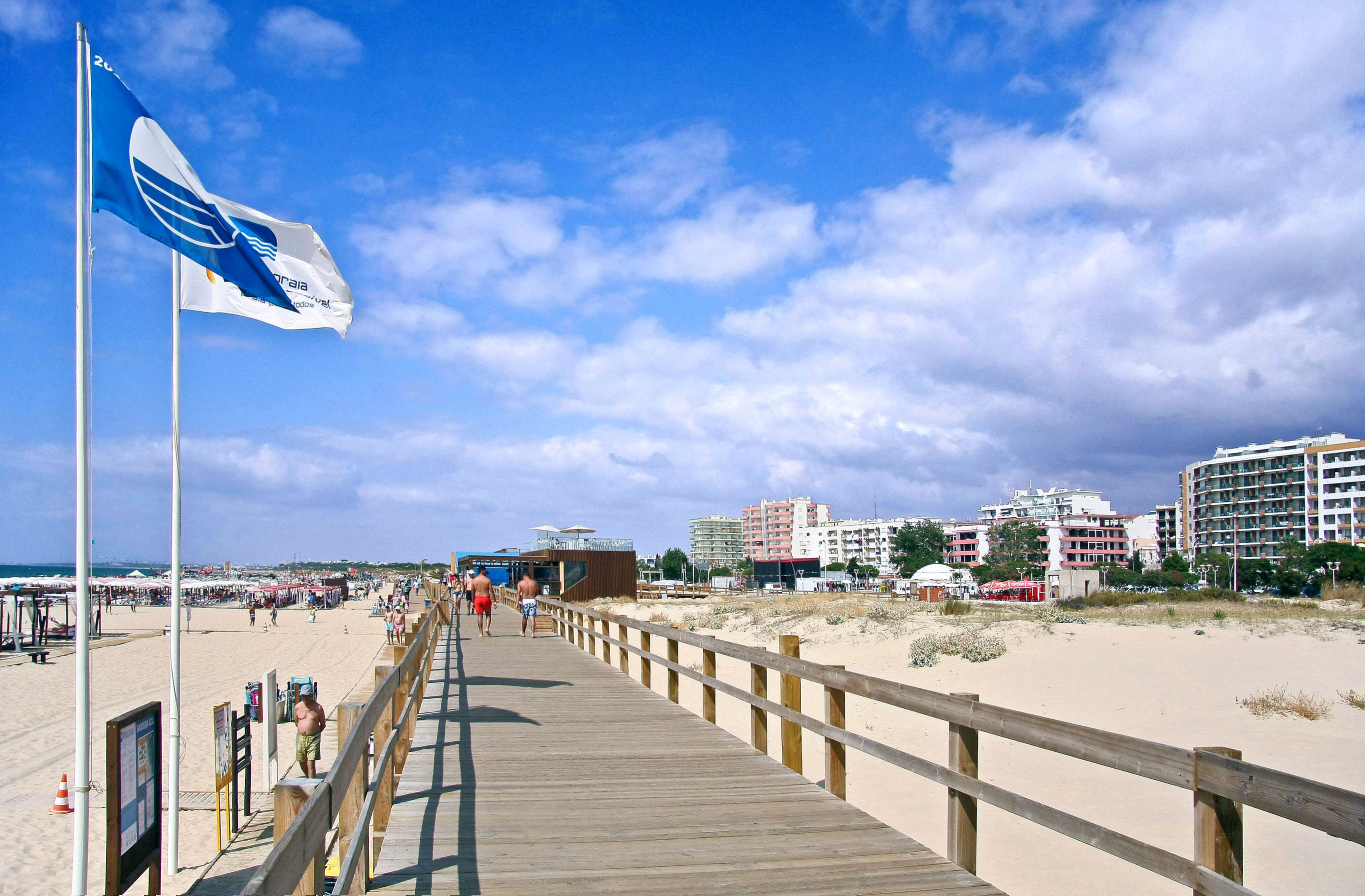
Praia de Monte Gordo
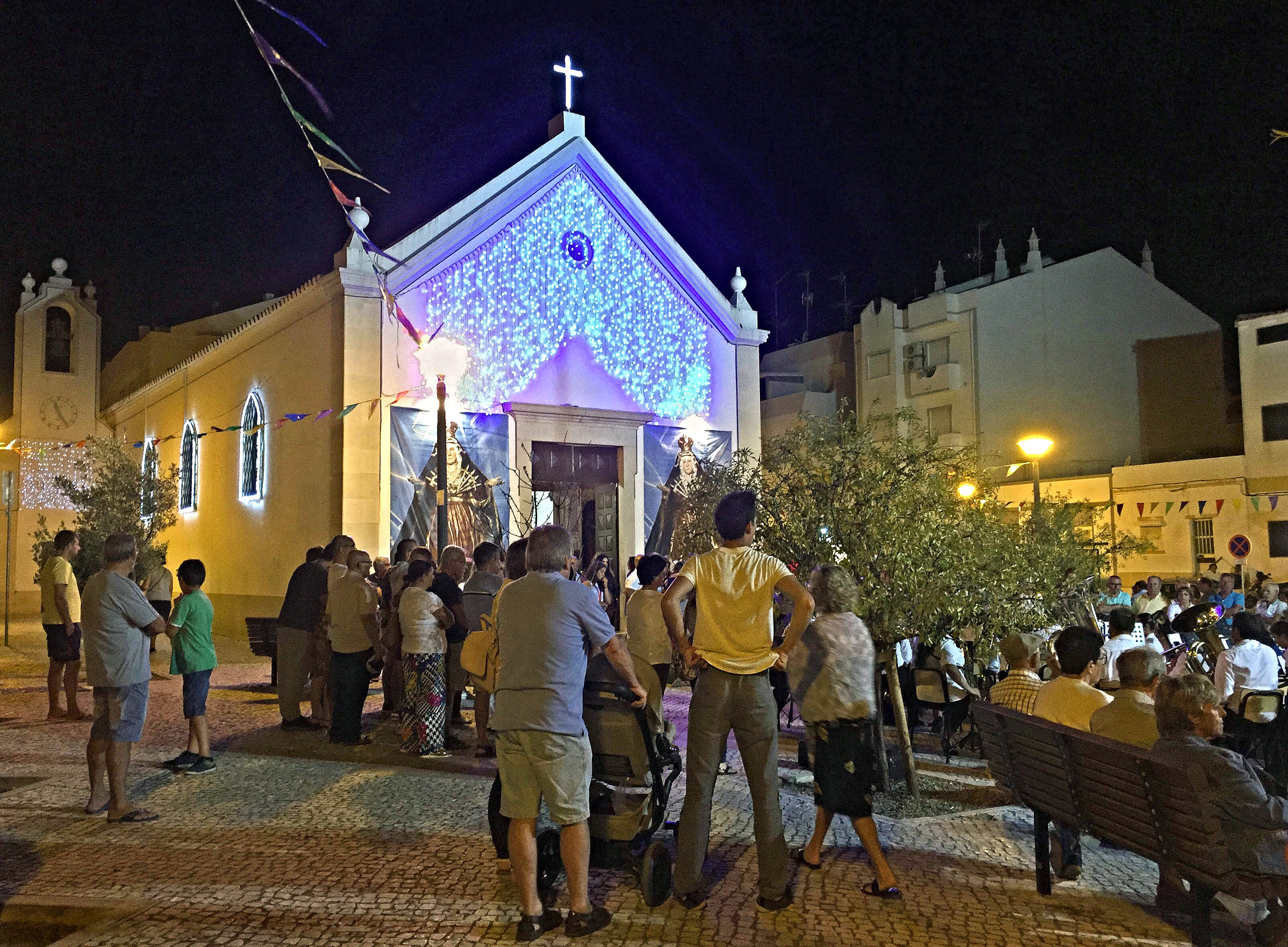
Igreja Paroquial de Monte Gordo